# Saint-Pierre-des-Jonquières
Pour les articles homonymes, voir Saint-Pierre.
Saint-Pierre-des-Jonquières est une commune française située dans le département de la Seine-Maritime en région Normandie.

## Géographie

### Communes limitrophes
| Fresnoy-Folny | Puisenval                   |            |
|               | Saint-Pierre-des-Jonquières | Smermesnil |
| Fréauville    | Bailleul-Neuville           |            |

### Hydrographie
La commune est située dans le bassin Seine-Normandie. Elle n'est drainée par aucun cours d'eau,.

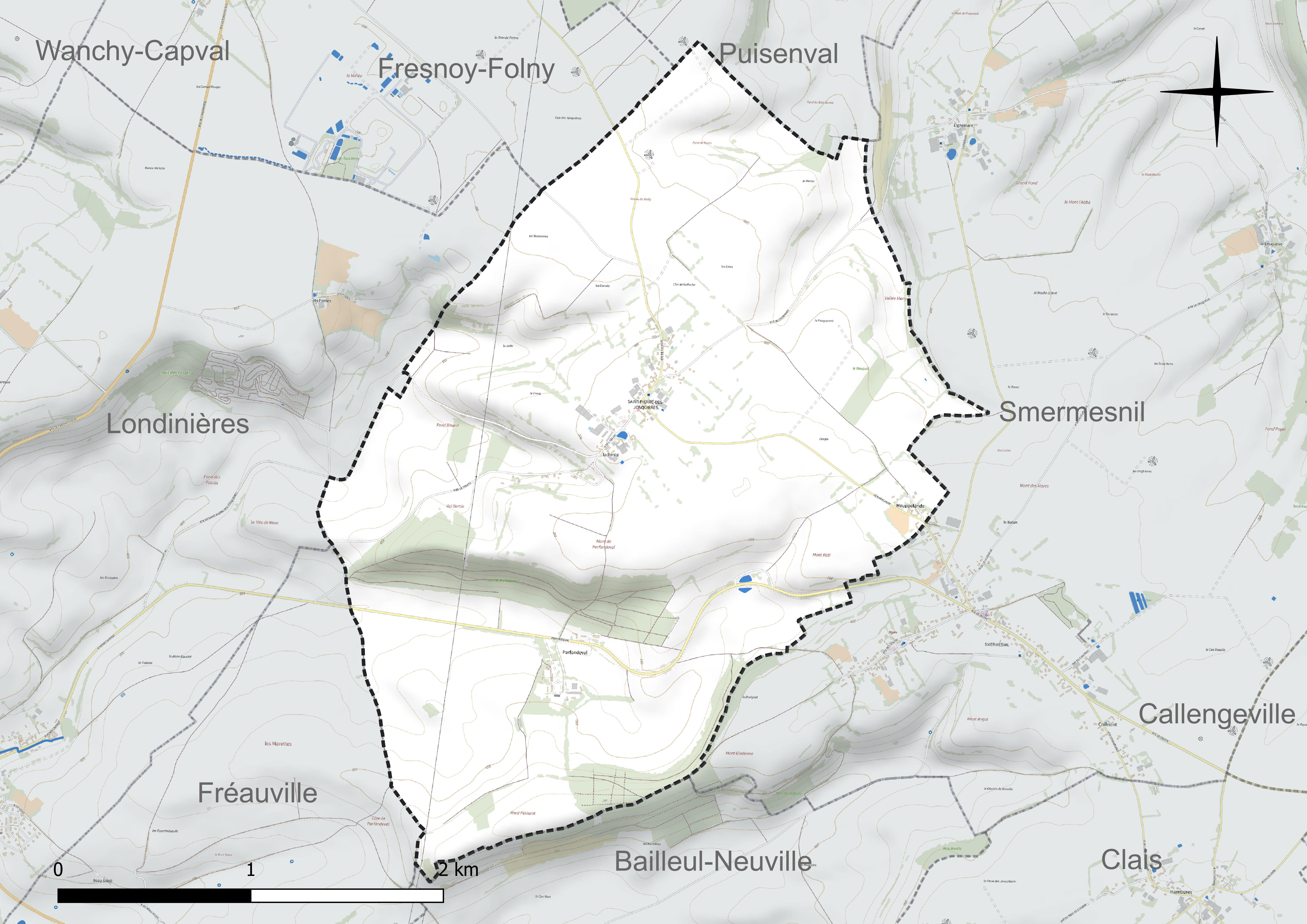
Réseau hydrographique de Saint-Pierre-des-Jonquières.

### Climat
Pour des articles plus généraux, voir Climat de la Normandie et Climat de la Seine-Maritime.
En 2010, le climat de la commune est de type climat océanique altéré, selon une étude du CNRS s'appuyant sur une série de données couvrant la période 1971-2000. En 2020, Météo-France publie une typologie des climats de la France métropolitaine dans laquelle la commune est exposée à un climat océanique et est dans la région climatique Côtes de la Manche orientale, caractérisée par un faible ensoleillement (1 550 h/an) ; forte humidité de l’air (plus de 20 h/jour avec humidité relative > 80 % en hiver), vents forts fréquents. Parallèlement le GIEC normand, un groupe régional d’experts sur le climat, différencie quant à lui, dans une étude de 2020, trois grands types de climats pour la région Normandie, nuancés à une échelle plus fine par les facteurs géographiques locaux. La commune est, selon ce zonage, exposée à un « climat contrasté des collines », correspondant au Pays de Bray, bien arrosé et frais.
Pour la période 1971-2000, la température annuelle moyenne est de 9,9 °C, avec une amplitude thermique annuelle de 14,8 °C. Le cumul annuel moyen de précipitations est de 936 mm, avec 14,2 jours de précipitations en janvier et 8,9 jours en juillet. Pour la période 1991-2020, la température moyenne annuelle observée sur la station météorologique la plus proche, située sur la commune de Bouelles à 16 km à vol d'oiseau, est de 10,7 °C et le cumul annuel moyen de précipitations est de 838,4 mm,. Pour l'avenir, les paramètres climatiques de la commune estimés pour 2050 selon différents scénarios d’émission de gaz à effet de serre sont consultables sur un site dédié publié par Météo-France en novembre 2022.

## Urbanisme

### Typologie
Au 1er janvier 2024, Saint-Pierre-des-Jonquières est catégorisée commune rurale à habitat dispersé, selon la nouvelle grille communale de densité à sept niveaux définie par l'Insee en 2022.
Elle est située hors unité urbaine et hors attraction des villes,.

### Occupation des sols
L'occupation des sols de la commune, telle qu'elle ressort de la base de données européenne d’occupation biophysique des sols Corine Land Cover (CLC), est marquée par l'importance des territoires agricoles (95,8 % en 2018), une proportion identique à celle de 1990 (95,8 %). La répartition détaillée en 2018 est la suivante : 
terres arables (61,1 %), prairies (27,4 %), zones agricoles hétérogènes (7,3 %), forêts (3,9 %), zones urbanisées (0,3 %). L'évolution de l’occupation des sols de la commune et de ses infrastructures peut être observée sur les différentes représentations cartographiques du territoire : la carte de Cassini (XVIIIe siècle), la carte d'état-major (1820-1866) et les cartes ou photos aériennes de l'IGN pour la période actuelle (1950 à aujourd'hui).

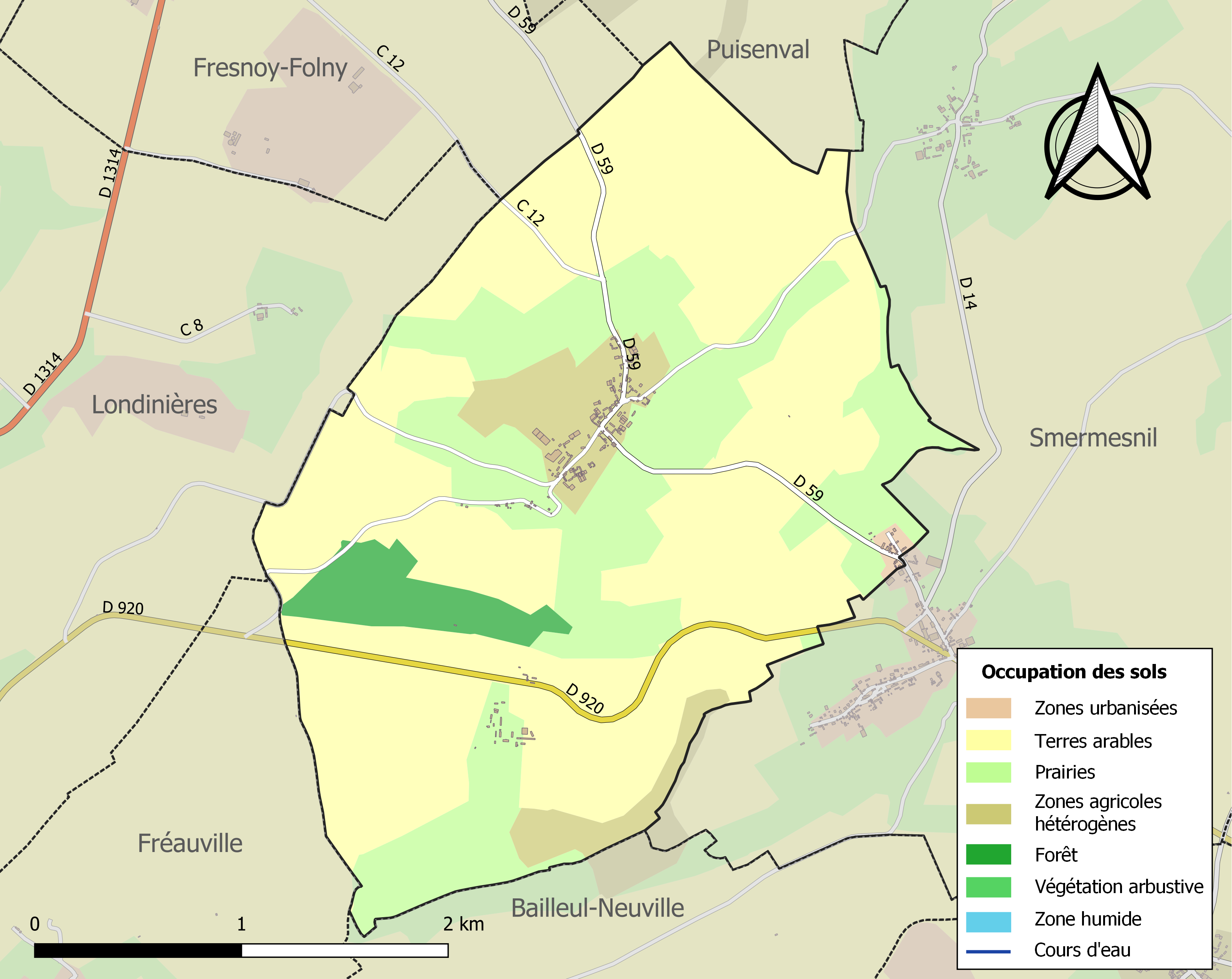
Carte des infrastructures et de l'occupation des sols de la commune en 2018 (CLC).

## Toponymie
Le nom de la localité est attesté sous la forme Sancti Petri de Juncaria vers 1240.
L'hagiotoponyme Saint-Pierre fait référence à Pierre (apôtre) qui est le saint patron de la paroisse.
Jonquières : « lieux ou poussent les joncs ».

## Histoire
Durant la Seconde Guerre mondiale, des bombardements ont lieu le 16 décembre 1943 et le 13 février 1944 dans le cadre de l'opération Crossbow, faisant plusieurs victimes civiles.

## Politique et administration
| Période                                  | Période                       | Identité          | Étiquette | Qualité |
| ---------------------------------------- | ----------------------------- | ----------------- | --------- | ------- |
| Les données manquantes sont à compléter. |                               |                   |           |         |
| mars 2001                                | juillet 2020                  | Catherine Baillet |           |         |
| juillet 2020                             | En cours (au 23 juillet 2020) | Bénédicte Biller  |           |         |

## Démographie
L'évolution du nombre d'habitants est connue à travers les recensements de la population effectués dans la commune depuis 1793. Pour les communes de moins de 10 000 habitants, une enquête de recensement portant sur toute la population est réalisée tous les cinq ans, les populations de référence des années intermédiaires étant quant à elles estimées par interpolation ou extrapolation. Pour la commune, le premier recensement exhaustif entrant dans le cadre du nouveau dispositif a été réalisé en 2006.

En 2022, la commune comptait 76 habitants, en évolution de +1,33 % par rapport à 2016 (Seine-Maritime : +0,35 %, France hors Mayotte : +2,11 %).
| 1793 | 1800 | 1806 | 1821 | 1831 | 1836 | 1841 | 1846 | 1851 |
| ---- | ---- | ---- | ---- | ---- | ---- | ---- | ---- | ---- |
| 90   | 89   | 71   | 71   | 252  | 250  | 227  | 261  | 232  |

| 1856 | 1861 | 1866 | 1872 | 1876 | 1881 | 1886 | 1891 | 1896 |
| ---- | ---- | ---- | ---- | ---- | ---- | ---- | ---- | ---- |
| 229  | 220  | 234  | 217  | 214  | 237  | 213  | 193  | 197  |

| 1901 | 1906 | 1911 | 1921 | 1926 | 1931 | 1936 | 1946 | 1954 |
| ---- | ---- | ---- | ---- | ---- | ---- | ---- | ---- | ---- |
| 201  | 198  | 191  | 182  | 170  | 187  | 172  | 150  | 164  |

| 1962 | 1968 | 1975 | 1982 | 1990 | 1999 | 2006 | 2011 | 2016 |
| ---- | ---- | ---- | ---- | ---- | ---- | ---- | ---- | ---- |
| 161  | 187  | 193  | 163  | 138  | 126  | 122  | 98   | 75   |

| 2021 | 2022 | - | - | - | - | - | - | - |
| ---- | ---- | - | - | - | - | - | - | - |
| 75   | 76   | - | - | - | - | - | - | - |

## Culture locale et patrimoine

### Lieux et monuments
- Église Saint-Pierre.

### Héraldique
| Blason de Saint-Pierre-des-Jonquières | Blason  | Parti : au 1er de gueules à deux léopards d'or armés et lampassés d'azur, l'un sur l'autre, au 2d d'argent à un trèfle de sinople ; le tout sommé d'un chef d'azur chargé de deux clés passées en sautoir et accostées de deux molettes, le tout d'argent.                |
| Blason de Saint-Pierre-des-Jonquières | Détails | Le premier est aux armes de la Normandie. Le trèfle rappelle l'ancienne paroisse, la Trinité. Les clés sont attributs de saint Pierre, patron de la paroisse. Enfin, les molettes sont reprises aux armes des anciens seigneurs, les Bonastre. Adopté le 12 octobre 2022. |

## Pour approfondir